# خرس قهوه‌ای اوراسیایی
خرس قهوه‌ای اوراسیایی (نام علمی: Ursus arctos arctos) نام یک زیرگونه از گونه خرس قهوه‌ای است.